# 旅客鉄道株式会社及び日本貨物鉄道株式会社に関する法律
旅客鉄道株式会社及び日本貨物鉄道株式会社に関する法律（りょかくてつどうかぶしきがいしゃおよびにほんかもつてつどうかぶしきがいしゃにかんするほうりつ、昭和61年法律第88号）は、北海道旅客鉄道（JR北海道）、四国旅客鉄道（JR四国）および日本貨物鉄道（JR貨物）の事業の規制等に関する日本の法律である。通称はJR会社法。
所管官庁は国土交通省鉄道局鉄道事業課。1986年（昭和61年）12月4日に公布された。

## 制定経緯
赤字経営が続いていた日本国有鉄道の分割・民営化により、1987年（昭和62年）4月1日をもってJR北海道、東日本旅客鉄道（JR東日本）、東海旅客鉄道（JR東海）、西日本旅客鉄道（JR西日本）、JR四国、九州旅客鉄道（JR九州）、JR貨物のJRグループ7社が設立された。JR7社は最終的には全株式を上場して完全な民間会社になることを目標としているが、会社ごとの経営状況や株式市況等を考慮し、当分の間は政府（実際は日本国有鉄道清算事業団、現・独立行政法人鉄道建設・運輸施設整備支援機構）が株式を全数保有する特殊会社の形態をとることとされた。そのため、JR7社の事業の内容や各種規制を規定するために本法が制定された。

## 主な内容
- 以下の場合は大臣認可が必要
  - 鉄道事業（附帯する事業を含む）以外の事業を営む時
  - 新株発行、社債募集、長期借入金借入
  - 代表取締役等の選定及び解職、監査役の選任・解任、監査委員の選定・解職の決議
  - 事業計画制定・変更、重要財産譲渡・担保供用、定款変更、利益処分・損失処理
  - 合併、分割及び解散の決議
- 中小企業者への配慮を義務付け
- 財務諸表の提出義務
- JR北海道、JR四国の経営安定基金
- 国土交通大臣の監督権限
- 罰則規定（特に収賄）

## 民間会社移行に伴う改正
分割民営化後、JR東日本・JR東海・JR西日本・JR九州の4社はそれぞれ以下のとおり民間会社に移行した。
ただし国土交通省は、これら各社（以下改正附則でいう「新会社」）が完全な自由経営になることを懸念し、「鉄道事業に係る利用者の利便の確保及び適切な利用条件の維持並びに事業地域の経済及び社会の健全な発展の基盤の確保のために必要な事業経営」を行わせるため、改正附則により国土交通大臣が「新会社が配慮すべき指針」の公表、事業経営への指導及び助言、勧告及び命令を行う旨を明記し、一定の権限を保持し続けている。
JR東日本、JR東海、JR西日本の3社は1993年（平成5年）から順次一部株式の上場を実施、さらにJR九州も完全民営化を目指すため、特殊会社としての規制が経営の足枷となることが懸念された。そこで、本州3社は2001年（平成13年法律第61号、2001年6月22日公布）に、JR九州は2015年（平成27年法律第36号、2015年6月10日公布）にそれぞれ法改正を行い、正式に本法の対象から外され、法律上民間会社と同等の扱いとなった。その後4社は全株式を上場し、完全民営化を達成している。